# Rudolf Ropek
Rudolf Ropek (* 4. října 1970, Potštejn) je bývalý český reprezentant v orientačním běhu. Jeden z nejúspěšnějších českých orientačních běžců vybojoval na mistrovství světa stříbrnou medaili ve sprintu v roce 2003 a bronz ve štafetě v roce 2001. Stříbro má také ze štafetového závodu na Mistrovství Evropy. Titul mistra světa získal na Armádním MS. Postupně závodil za kluby orientačního běhu Rychnov nad Kněžnou, VŠZ Brno a Dukla Liberec a na Mistrovství ČR získal celkem 20 titulů v individuálních a 3 tituly ve štafetových závodech.
Pracuje jako fotograf a je vydavatelem Turistického deníku a turistických vizitek zajímavých míst v Česku a okolí.

## Sportovní kariéra

### Umístění na MS a ME
| Mistrovství světa v orientačním běhu | Mistrovství světa v orientačním běhu | Mistrovství světa v orientačním běhu | Mistrovství světa v orientačním běhu | Mistrovství světa v orientačním běhu |
| Rok                                  | Sprint                               | Krátká                               | Klasika                              | Štafety                              |
| ------------------------------------ | ------------------------------------ | ------------------------------------ | ------------------------------------ | ------------------------------------ |
| Detmold 1995                         |                                      | 25. místo                            | 33. místo                            | 5. místo                             |
| Grimstad 1997                        |                                      | 13. místo                            | 9. místo                             | 9. místo                             |
| Inverness 1999                       |                                      | 15. místo                            | 37. místo                            | 8. místo                             |
| Tampere 2001                         | 9. místo                             | 32. místo                            |                                      | 3. místo                             |
| Rapperswil/Jona 2003                 | 2. místo                             |                                      |                                      | 15. místo                            |

| Mistrovství Evropy v orientačním běhu | Mistrovství Evropy v orientačním běhu | Mistrovství Evropy v orientačním běhu | Mistrovství Evropy v orientačním běhu | Mistrovství Evropy v orientačním běhu |
| Rok                                   | Sprint                                | Krátká                                | Klasika                               | Štafety                               |
| ------------------------------------- | ------------------------------------- | ------------------------------------- | ------------------------------------- | ------------------------------------- |
| Truskavets 2000                       |                                       | 52. místo                             | 15. místo                             | 2. místo                              |
| Sümeg 2002                            | 40. místo                             | 19. místo                             | 37. místo                             | 19. místo                             |
| Roskilde 2004                         | disk                                  |                                       |                                       |                                       |

| Akademické mistrovství světa v orientačním běhu | Akademické mistrovství světa v orientačním běhu | Akademické mistrovství světa v orientačním běhu | Akademické mistrovství světa v orientačním běhu |
| Rok                                             | Krátká                                          | Klasika                                         | Štafety                                         |
| ----------------------------------------------- | ----------------------------------------------- | ----------------------------------------------- | ----------------------------------------------- |
| Plavinas 1990                                   |                                                 | 16. místo                                       |                                                 |
| Aberdeen 1992                                   |                                                 | 8. místo                                        | 3. místo                                        |
| Fiesch 1994                                     | 9. místo                                        | 11. místo                                       | 2. místo                                        |

| Mistrovství světa juniorů v orientačním běhu | Mistrovství světa juniorů v orientačním běhu | Mistrovství světa juniorů v orientačním běhu |
| Rok                                          | Klasika                                      | Štafety                                      |
| -------------------------------------------- | -------------------------------------------- | -------------------------------------------- |
| Älvsbyn 1990                                 | 13. místo                                    | 5. místo                                     |

### Pódiová umístění na SP
- závod Světového poháru 1994 (Dánsko, Christiansminde) – hagaby – 1. místo
- závod Světového poháru 1996 (Lotyšsko, Cesis) – klasická trať – 3. místo
- závod Světového poháru 1996 (Švýcarsko, Leuk) – klasická trať – 4. místo
- závod Světového poháru 1998 (Slovensko, Tatranská Lomnica) – klasická trať – 1. místo
- závod Světového poháru 1998 (Velká Británie, Lakeside) – klasická trať – 6. místo

### Umístění na MČSR
| Mistrovství Československa v orientačním běhu | Mistrovství Československa v orientačním běhu | Mistrovství Československa v orientačním běhu | Mistrovství Československa v orientačním běhu | Mistrovství Československa v orientačním běhu | Mistrovství Československa v orientačním běhu | Mistrovství Československa v orientačním běhu |
| Rok                                           | Kategorie                                     | Klasická trať                                 | Krátká trať                                   | Dlouhá trať                                   | Noční                                         | Členství v klubu                              |
| --------------------------------------------- | --------------------------------------------- | --------------------------------------------- | --------------------------------------------- | --------------------------------------------- | --------------------------------------------- | --------------------------------------------- |
| MČSR 1985                                     | H15 – mladší dorostenci                       | 5. místo                                      |                                               |                                               |                                               | SOOB Spartak Rychnov n.Kn.                    |
| MČSR 1986                                     | H15 – mladší dorostenci                       | 3. místo                                      |                                               |                                               |                                               | SOOB Spartak Rychnov n.Kn.                    |
| MČSR 1987                                     | H17 – starší dorostenci                       |                                               |                                               | 8. místo                                      |                                               | SOOB Spartak Rychnov n.Kn.                    |
| MČSR 1988                                     | H17 – starší dorostenci                       | 2. místo                                      |                                               | 2. místo                                      |                                               | Rudá hvězda Hradec Králové                    |
| MČSR 1990                                     | H19 – junioři                                 | 2. místo                                      |                                               |                                               |                                               | VŠZ Brno                                      |
| MČSR 1990                                     | H19 (21) – muži                               |                                               | 8. místo                                      |                                               |                                               | VŠZ Brno                                      |
| MČSR 1991                                     | H21 – muži                                    | 6. místo                                      |                                               | 9. místo                                      |                                               | VŠZ Brno                                      |
| MČSR 1992                                     | H21 – muži                                    | 15. místo                                     |                                               |                                               |                                               | VŠZ Brno                                      |

### Umístění na MČR
| Umístění na Mistrovství České republiky v orientačním běhu | Umístění na Mistrovství České republiky v orientačním běhu | Umístění na Mistrovství České republiky v orientačním běhu | Umístění na Mistrovství České republiky v orientačním běhu | Umístění na Mistrovství České republiky v orientačním běhu | Umístění na Mistrovství České republiky v orientačním běhu | Umístění na Mistrovství České republiky v orientačním běhu | Umístění na Mistrovství České republiky v orientačním běhu | Umístění na Mistrovství České republiky v orientačním běhu | Umístění na Mistrovství České republiky v orientačním běhu | Umístění na Mistrovství České republiky v orientačním běhu | Umístění na Mistrovství České republiky v orientačním běhu |
| Ročník                                                     | Kategorie                                                  | Klasická                                                   | Krátká                                                     | Sprint                                                     | Dlouhá                                                     | Noční                                                      | Ranking                                                    | Členství v klubu                                           | Štafety                                                    | Kluby                                                      |                                                            |
| ---------------------------------------------------------- | ---------------------------------------------------------- | ---------------------------------------------------------- | ---------------------------------------------------------- | ---------------------------------------------------------- | ---------------------------------------------------------- | ---------------------------------------------------------- | ---------------------------------------------------------- | ---------------------------------------------------------- | ---------------------------------------------------------- | ---------------------------------------------------------- | ---------------------------------------------------------- |
| MČR 1993                                                   | H21 – muži                                                 | 16. místo                                                  | 1. místo                                                   |                                                            | disk                                                       |                                                            |                                                            | VSK Mendelu Brno                                           | 4. místo                                                   |                                                            |                                                            |
| MČR 1994                                                   | H21 – muži                                                 | 1. místo                                                   | 3. místo                                                   |                                                            | 1. místo                                                   |                                                            |                                                            | VSK Mendelu Brno                                           | 5. místo                                                   |                                                            |                                                            |
| MČR 1995                                                   | H21 – muži                                                 | 1. místo                                                   | disk                                                       |                                                            | 2. místo                                                   |                                                            |                                                            | VSK Mendelu Brno                                           | 14. místo                                                  |                                                            |                                                            |
| MČR 1996                                                   | H21 – muži                                                 | 1. místo                                                   | 1. místo                                                   |                                                            | 1. místo                                                   | 1. místo                                                   |                                                            | Dukla Liberec                                              | 1. místo                                                   |                                                            |                                                            |
| MČR 1997                                                   | H21 – muži                                                 | 1. místo                                                   | 1. místo                                                   |                                                            |                                                            |                                                            |                                                            | Dukla Liberec                                              | 3. místo                                                   |                                                            |                                                            |
| MČR 1998                                                   | H21 – muži                                                 | 3. místo                                                   |                                                            |                                                            | 1. místo                                                   |                                                            |                                                            | Dukla Liberec                                              |                                                            |                                                            |                                                            |
| MČR 1999                                                   | H21 – muži                                                 | 14. místo                                                  | 2. místo                                                   | 1. místo                                                   | disk                                                       |                                                            | 4. místo                                                   | Dukla Liberec                                              | 1. místo                                                   |                                                            |                                                            |
| MČR 2000                                                   | H21 – muži                                                 | 1. místo                                                   | 11. místo                                                  | 1. místo                                                   | 1. místo                                                   | 1. místo                                                   | 1. místo                                                   | Dukla Liberec                                              | 1. místo                                                   |                                                            |                                                            |
| MČR 2001                                                   | H21 – muži                                                 | 9. místo                                                   |                                                            | 3. místo                                                   |                                                            |                                                            | 231. místo                                                 | Dukla Liberec                                              |                                                            |                                                            |                                                            |
| MČR 2002                                                   | H21 – muži                                                 | 1. místo                                                   | 24. místo                                                  | 1. místo                                                   |                                                            | 1. místo                                                   | 9. místo                                                   | Dukla Liberec                                              | 3. místo                                                   |                                                            |                                                            |
| MČR 2003                                                   | H21 – muži                                                 |                                                            | 2. místo                                                   | 1. místo                                                   |                                                            |                                                            | 5. místo                                                   | Dukla Liberec                                              | 8. místo                                                   |                                                            |                                                            |
| MČR 2004                                                   | H21 – muži                                                 | 28. místo                                                  |                                                            |                                                            |                                                            |                                                            | 11. místo                                                  | Dukla Liberec                                              | 7. místo                                                   |                                                            |                                                            |
| MČR 2005                                                   | H21 – muži                                                 |                                                            | 51. místo                                                  | 24. místo                                                  |                                                            |                                                            | 308. místo                                                 | Slavia Liberec orienteering                                |                                                            |                                                            |                                                            |